# A Máscara (revista)
A Máscara: Arte, Vida, Teatro publicou-se semanalmente em Lisboa entre Janeiro e Abril de 1912, sob a direção e execução de Manoel de Sousa Pinto que define a revista como “inventário ou crónica da vida artística portuguesa”, “dos teatros, das exposições, dos ateliers, dos livros, das ruas”. Foi ele o único cronista da revista, cuja edição foi levada a cabo pela livraria Ferin.